# Rhodesia
Rhodesia este denumirea fostei colonii britanice, care a fost protectoratul Rhodeziei de Sud și a fost numit după politicianul Cecil Rhodes. Din noiembrie 1964 și aprilie 1980 ținutul a devenit independent de Marea Britanie și se află pe teritoriului statului Zimbabwe din Africa Sudică pe când pe teritoriul protectoratului Rhodeziei de Nord se află azi statul Zambia. Între anii "Republic of Rhodesia" 1965–1970 a fost o monarhie parlamentară iar între anii 1970–1979 o republică parlamentară. "Republic of Rhodesia" avea ca șef suprem al statului între anii 1965–1970 pe regina Elisabeta a II-a iar între anii 1970–1979 pe președintele Rhodeziei. Rhodesia ocupa o suprafață de 390.580 km² și avea în 1978 o populație de 6.930.000  locuitori cu o densitate de 17,7 loc./km².